# Koninklijke Canadese luchtmacht
De Koninklijke Canadese luchtmacht (afgekort tot RCAF; Engels: Royal Canadian Air Force; Frans: Aviation Royale Canadienne) is het luchtmachtcomponent van de eengemaakte Canadese strijdkrachten. Anno 2013 telde de luchtmacht ruim 250 toestellen en zo'n 20.000 personeelsleden. Ze bewaakt Canada's luchtruim – en werkt daartoe samen met de Amerikaanse luchtmacht in het kader van NORAD – en levert luchtondersteuning aan de Canadese marine en -landmacht. Het gevechtsvliegtuig van de Canadese luchtmacht is de F-18; al wordt al sinds enige jaren uitgekeken naar een opvolger voor dit toestel.

## Geschiedenis

### Voorgeschiedenis
Aan het begin van de Eerste Wereldoorlog, op 16 september 1914, werd het Canadees Luchtvaartkorps opgericht dat als onderdeel van de Canadese Expeditiemacht naar Europa werd uitgestuurd. Het bestond uit één dubbeldekker, twee officieren en een mecanicien. Het heeft er echter nooit gevlogen en tegen mei 1915 was het korps alweer opgeheven. Wel dienden tijdens die oorlog zo'n 20.000 Canadezen bij het Britse Koninklijke Luchtvaartkorps, dat vanaf 1917 vliegopleidingen begon te organiseren in Canada.

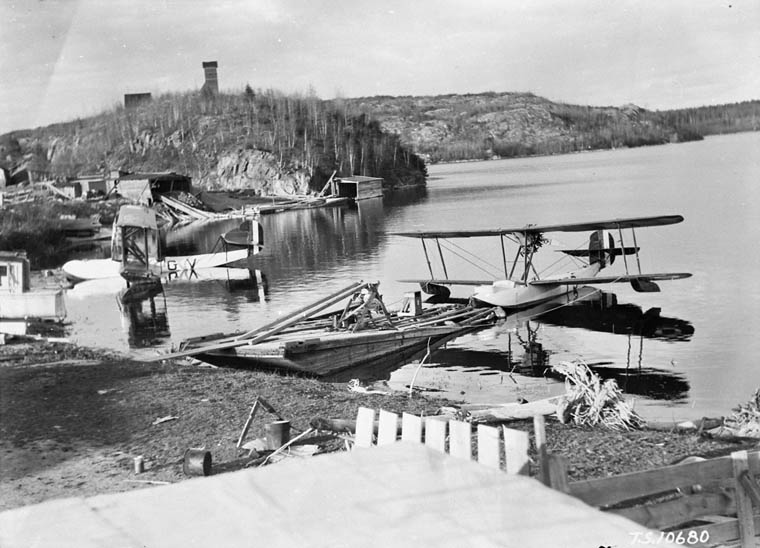
Een Canadian Vickers Varuna-vliegboot in het Ontariomeer anno 1926.

Het Britse Ministerie van Luchtvaart vormde twee Canadese eskaders; één met bommenwerpers, een tweede met gevechtsvliegtuigen. Op 19 september 1918 stemde de Canadese overheid in met de vorming van de Canadese luchtmacht in Europa. In februari 1920, na de oorlog, werd deze opgeheven waarop de overheid besloot dat een eigen luchtmacht overbodig was. Wel werd er een Luchtvaartraad gevormd, die toezicht moest houden op het Canadese luchtruim. Ook had het land meer dan honderd toestellen gekregen van Groot-Brittannië en de Verenigde Staten, en die ging men voor allerlei civiele zaken gebruiken. Daarbij werd ook een kleine militie gevormd die Canadese luchtmacht werd genoemd. In 1922 werd het Departement Nationale Defensie opgericht, dat verantwoordelijk werd voor de Luchtvaartraad. Begin 1923 kreeg de militie het recht om het predicaat koninklijke te voeren, wat pas op 1 april 1924 door de Canadese regering werd erkend. Aldus bestaat sinds die datum de Koninklijke Canadese luchtmacht. In 1927 werden de civiele operaties ervan afgesplitst en werd de luchtmacht een puur militaire organisatie.

### Tot en met de Tweede Wereldoorlog

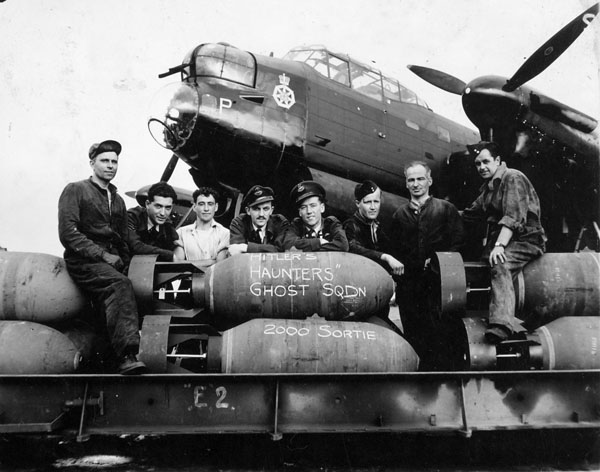
De bemanning en ondersteunend personeel van een Canadese Avro Lancaster-bommenwerper in augustus 1944 bij gelegenheid van de 2000e missie van het eskader, een bombardement op Bremen.

Het begin van de jaren 1930 werden getekend door drastische bezuinigingen. In 1932 werd de Niet-Permanente Actieve luchtmacht opgericht, waarop tien hulpeskaders werden gevormd. Daarna begon de luchtmacht opnieuw uit te breiden met nieuwe bases, eskaders en toestellen. Ook werden regionale luchtmachtcommando's gevormd. Desondanks was de Canadese luchtmacht eind jaren 1930 verouderd en onderbemand. Zo telde ze aan het begin van de Tweede Wereldoorlog slechts 29 gevechtsvliegtuigen en bommenwerpers. Gedurende die oorlog groeide de luchtmacht echter snel. Tegen 1944 was ze met 215.000 manschappen de vierde geallieerde luchtmacht. 13.000 van hen kwamen om tijdens oorlogsoperaties. Na de oorlog kromp de luchtmacht terug tot acht eskaders en 12.000 man.

### De Koude Oorlog

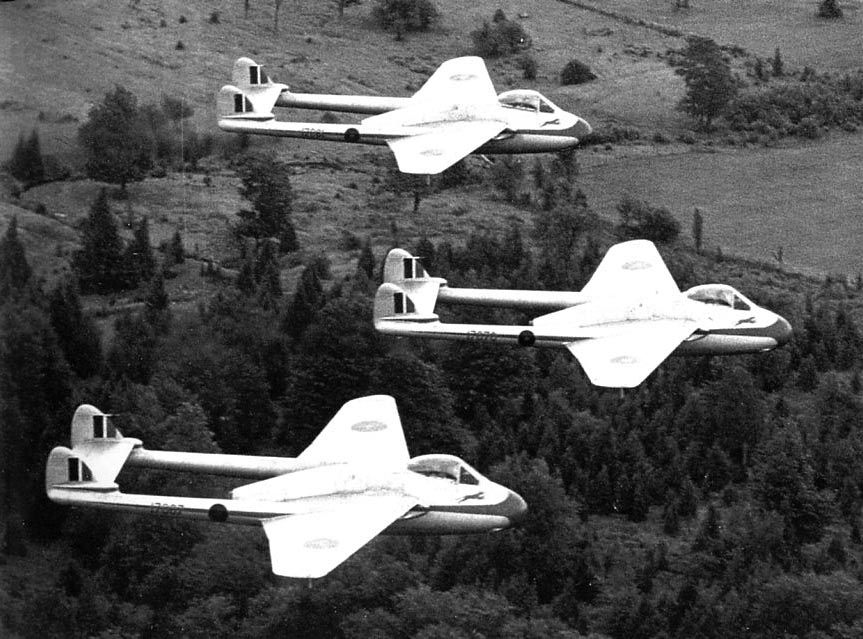
Drie De Havilland Vampires van het Blue Devils-kunstvliegteam in 1949. De Blue Devils stopten in 1950, toen de Vampire werd vervangen door de F-86.

In maart 1947 werden de RCAF's eerste helikopters geleverd; Sikorsky H-5's die werden ingezet voor opleiding en reddingsacties. In deze periode brak ook de Koude Oorlog aan en daar ging de meeste aandacht naartoe. Bases werden gebouwd en uitgebreid, personeel aangeworven en de eerste straaljagers aangeschaft. In 1948 werden de eerste, Britse De Havilland Vampires, bekomen. Vanaf 1951 werden die vervangen door de Amerikaanse F-86 Sabre, die in licentie werd geproduceerd bij Canadair, en de eigen CF-100 Canuck. In augustus 1949 werd Canada lid van de NAVO, waarop een divisie werd opgericht met bases in Engeland, Frankrijk en West-Duitsland. In 1950 vervulde de RCAF een transportrol tijdens de Koreaanse Oorlog, terwijl Canadese gevechtspiloten dienden bij de Amerikaanse luchtmacht.
In Noord-Canada werd in de jaren 1950 en begin jaren 1960 samen met de Amerikanen een radarnetwerk uitgebouwd tegen de nucleaire dreiging vanuit de Sovjet-Unie, die aan de overzijde van de Noordelijke IJszee lag. Aan de oost- en westkust werden bases gebouwd vanwaaruit grenspatrouilles werden gevlogen. Ook werden de toestellen vernieuwd met de CF-101 Voodoo en de F-104 Starfighter. Midden jaren 1950 telde de Canadese luchtmacht 54.000 manschappen en 41 eskaders.

### Eenmaking

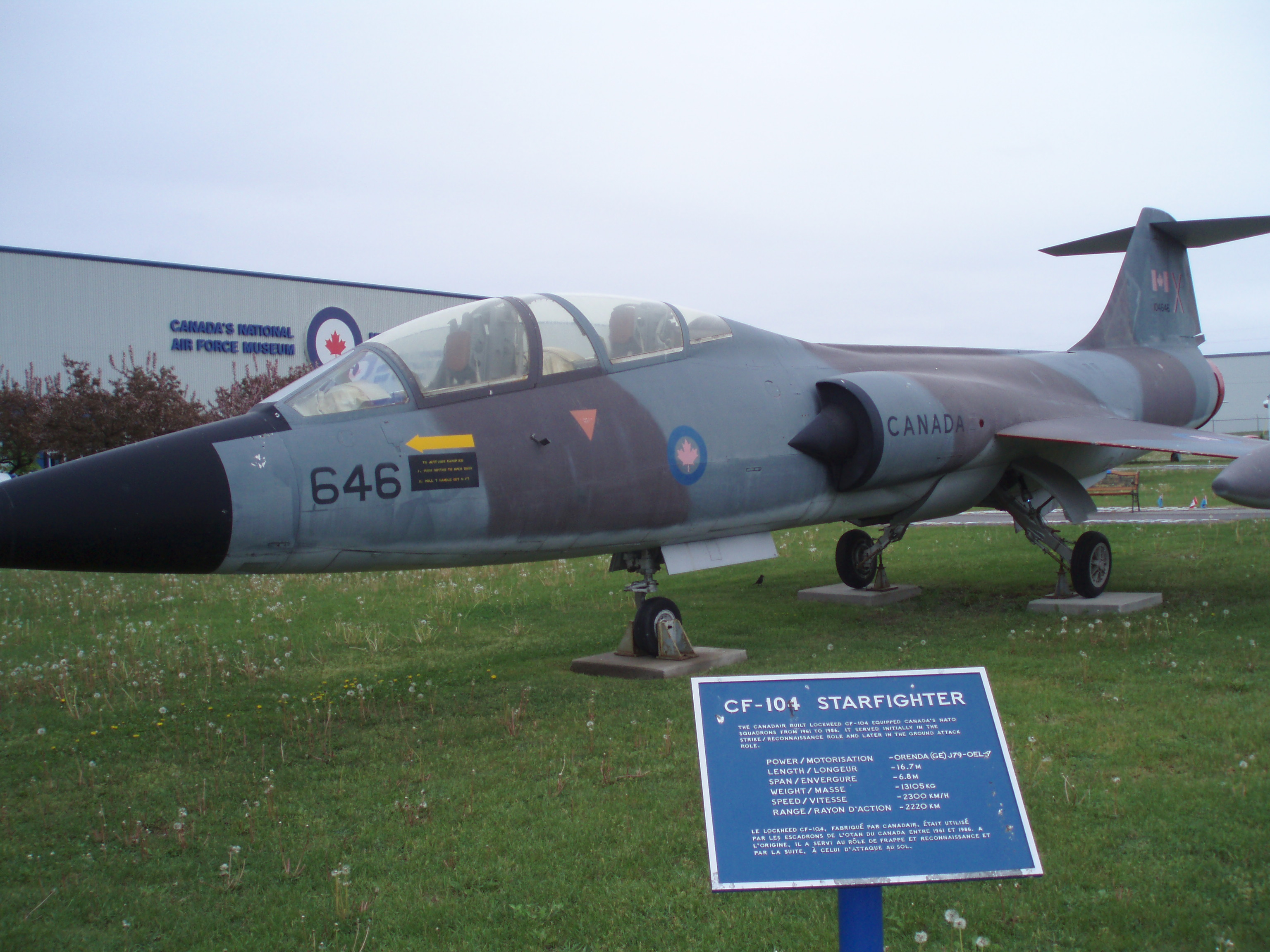
Een in het luchtmachtmuseum te Trenton bewaarde F-104 Starfighter, of CF-104 zoals het toestel in Canadese dienst heette.

In 1964 besloot de overheid de land-, zee- en luchtmacht samen te voegen als besparingsmaatregel en om de flexibiliteit te verhogen. De eenheden werden daarbij herverdeeld over zes commando's. Op die manier werden toestellen ingezet ter ondersteuning van grondtroepen en operaties vanaf marineschepen. De in Europa gestationeerde troepen gingen op in de Canadese Troepenmacht Europa. In 1975 volgde een nieuwe reorganisatie waarbij alle luchtmachtonderdelen werden samengevoegd in het Luchtcommando of AIRCOM, waarbinnen ze groepen vormden. Tot 1985 droegen alle militairen ook hetzelfde uniform.
Van de jaren 1970 tot 1990 werden ook verschillende bases gesloten. In deze periode werd ook de F-5 aangeschaft en in licentie gebouwd. De gevechtsvliegtuigen zouden tot 1995 dienstdoen. In 1982 werden ook de eerste ook weer in licentie gebouwde F-18's geleverd.

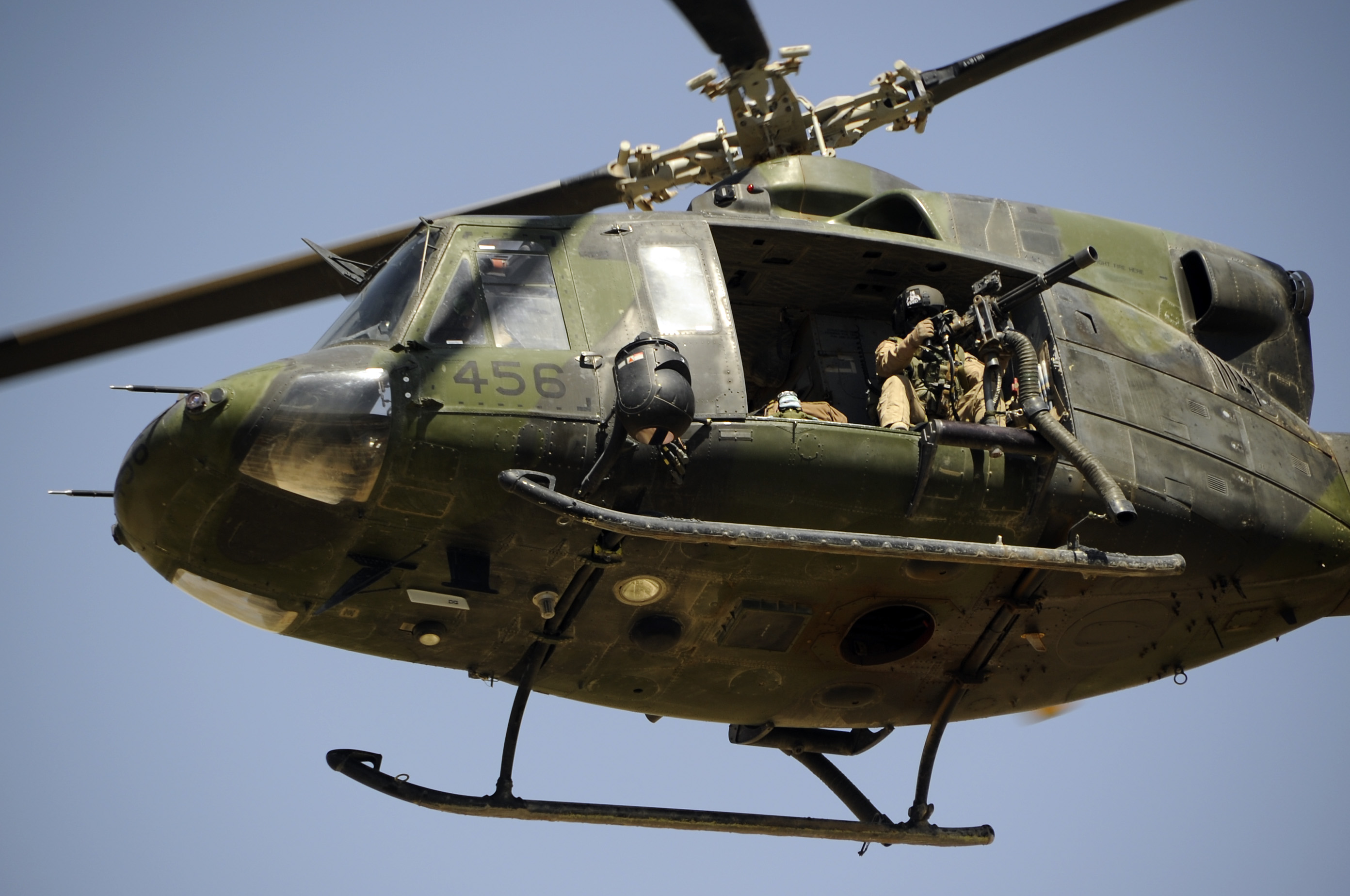
Een CH-146 (Bell 412) dekt grondtroepen die een dorp ontzetten in Kandahar in juli 2008.

In 1997 werd de structuur opnieuw herzien, waarbij de groepen werden afgeschaft en de eenheden herverdeeld over elf wings onder no 1 Canadese Luchtdivisie. In 2009 werd ook no 2 Canadese Luchtdivisie opgericht die verantwoordelijk werd voor de vliegopleidingen. In 2011 kreeg het Luchtcommando uit traditionele overwegingen zijn oude naam Koninklijke Canadese luchtmacht weer terug.

### Recente operaties
In 1999 nam de Canadese luchtmacht deel aan de NAVO-luchtaanvallen tegen Joegoslavië. In de jaren 2000 werd deelgenomen aan de Oorlog in Afghanistan. Tot 2011 was een transportwing actief in het land, die de ISAF-operatie ondersteunde. In november 2011 nam Canada met F-18's deel aan de NAVO-operatie in het kader van de Libische no-flyzone.
De F-18's voerden luchtaanvallen uit op diverse Libische militaire installaties.

## Structuur
Op 1 februari 1968 werden de Canadese luchtmacht, landmacht en marine samengevoegd tot één organisatie. Vanaf dan heette de luchtmacht dan ook luchtcommando. Op 16 augustus 2011 kregen de drie commando's hun historische naam weer terug, maar de structuur bleef daarbij ongewijzigd.
Het hoofdkwartier van de Canadese luchtmacht bevindt zich in de hoofdstad Ottawa, in een torengebouw genaamd Nationaal Defensiehoofdkwartier. De luchtmacht bestaat verder uit twee divisies met dertien wings met elk een aantal eskaders verspreid over veertien bases.

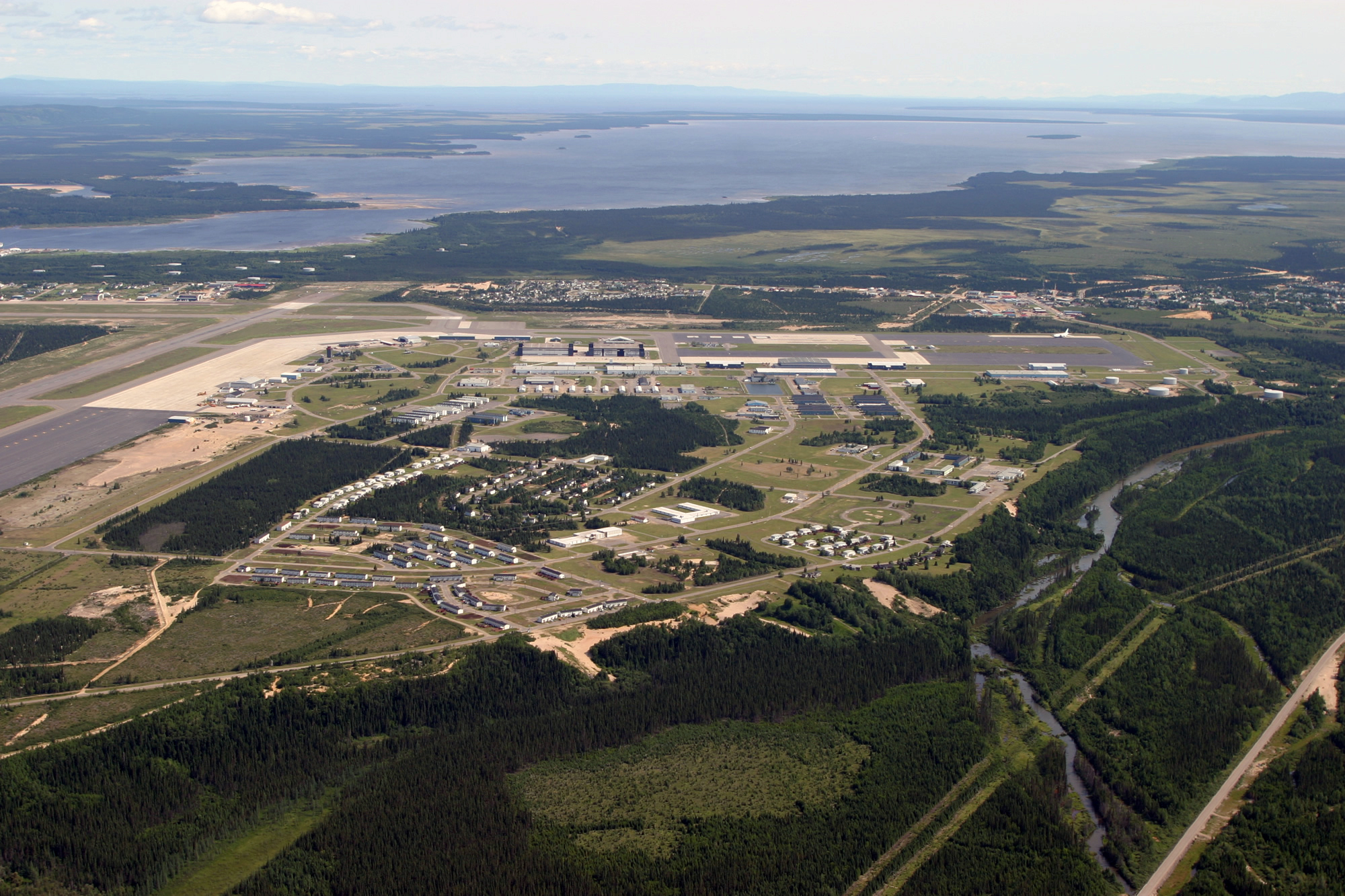
De luchtmachtbasis Goose Bay, die ook dienstdoet als kleine burgerluchthaven. Goose Bay werd vroeger ook veel gebruikt door andere NAVO-luchtmachten, waaronder die van Nederland, Duitsland en het Verenigd Koninkrijk. In de jaren 1980 was Goose Bay, een terrein van 130.000 km², het belangrijkste laagvluchtoefenterrein van de NAVO.

### 1 Canadian Air Division
- 1 Wing Kingston (tactische helikopters)
- 3 Wing Bagotville (gevecht)
- 4 Wing Cold Lake (gevecht)
- 5 Wing Goose Bay (helikopterondersteuning basis)
- 8 Wing Trenton (transport)
- 9 Wing Gander (zeereddingsdienst)
- 12 Wing Shearwater (helikopterondersteuning marine)
- 14 Wing Greenwood (zeepatrouille)
- 17 Wing Winnipeg (transport)
- 19 Wing Comox (zeepatrouille)
- 22 Wing North Bay (luchtruimtoezicht)

### 2 Canadian Air Division
- 15 Wing Moose Jaw (kunstvliegteam The Snowbirds)
- 16 Wing Borden (opleiding)

## Inventaris

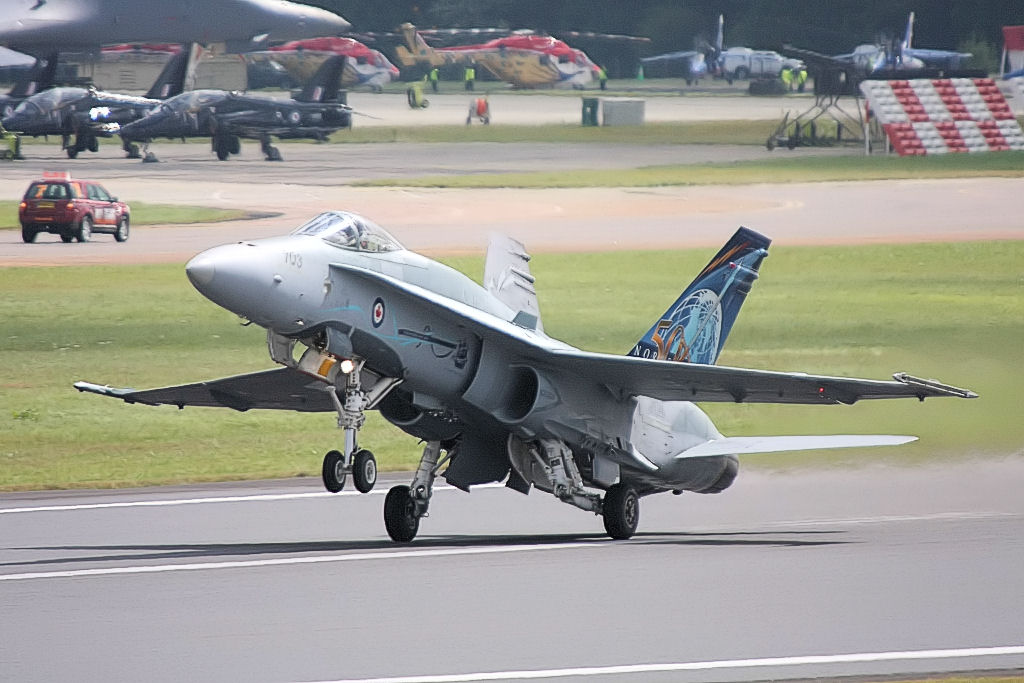
Een F-18 op de RIAT in 2008.

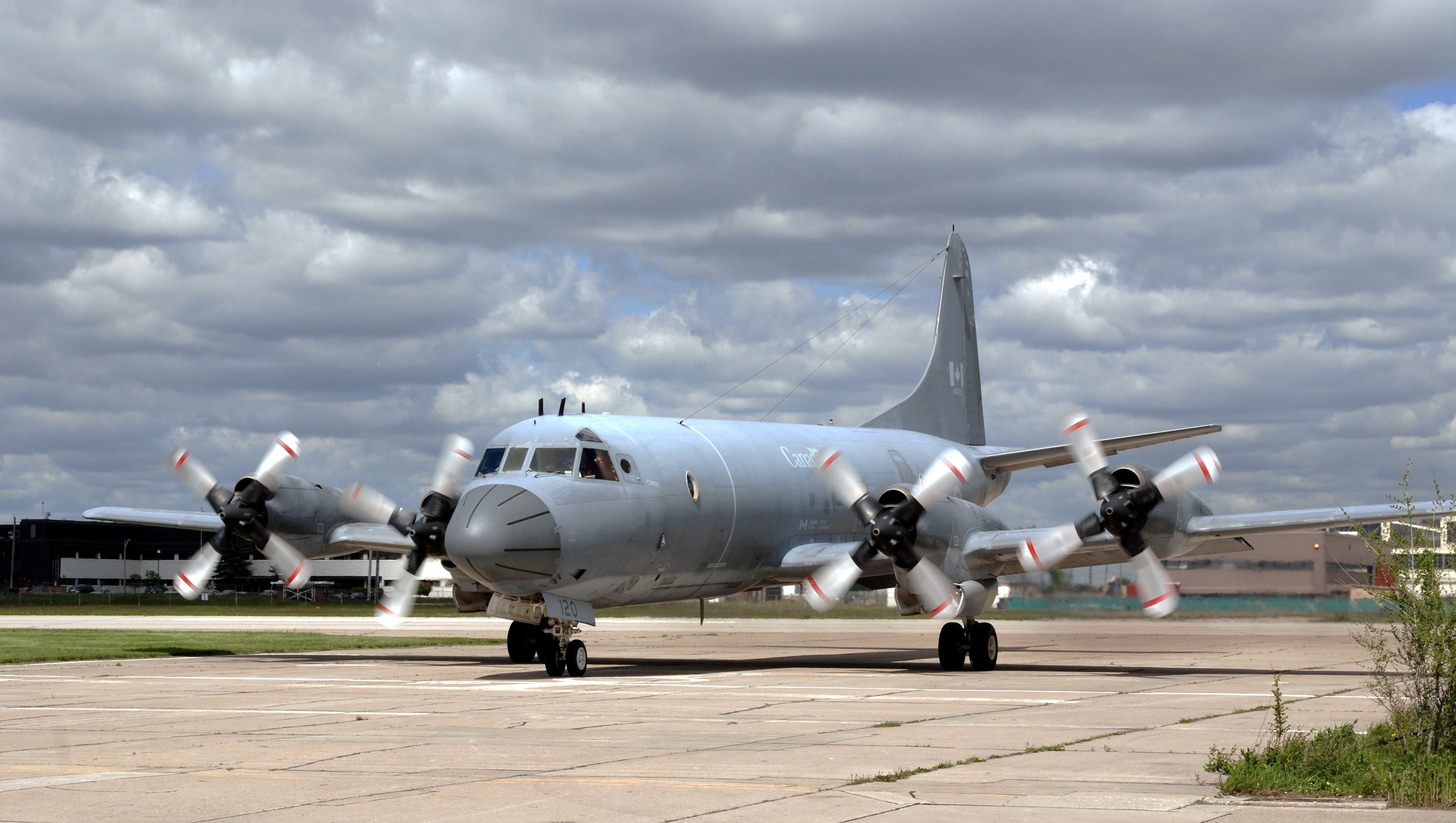
Een Lockheed CP-140 Aurora in 2008.

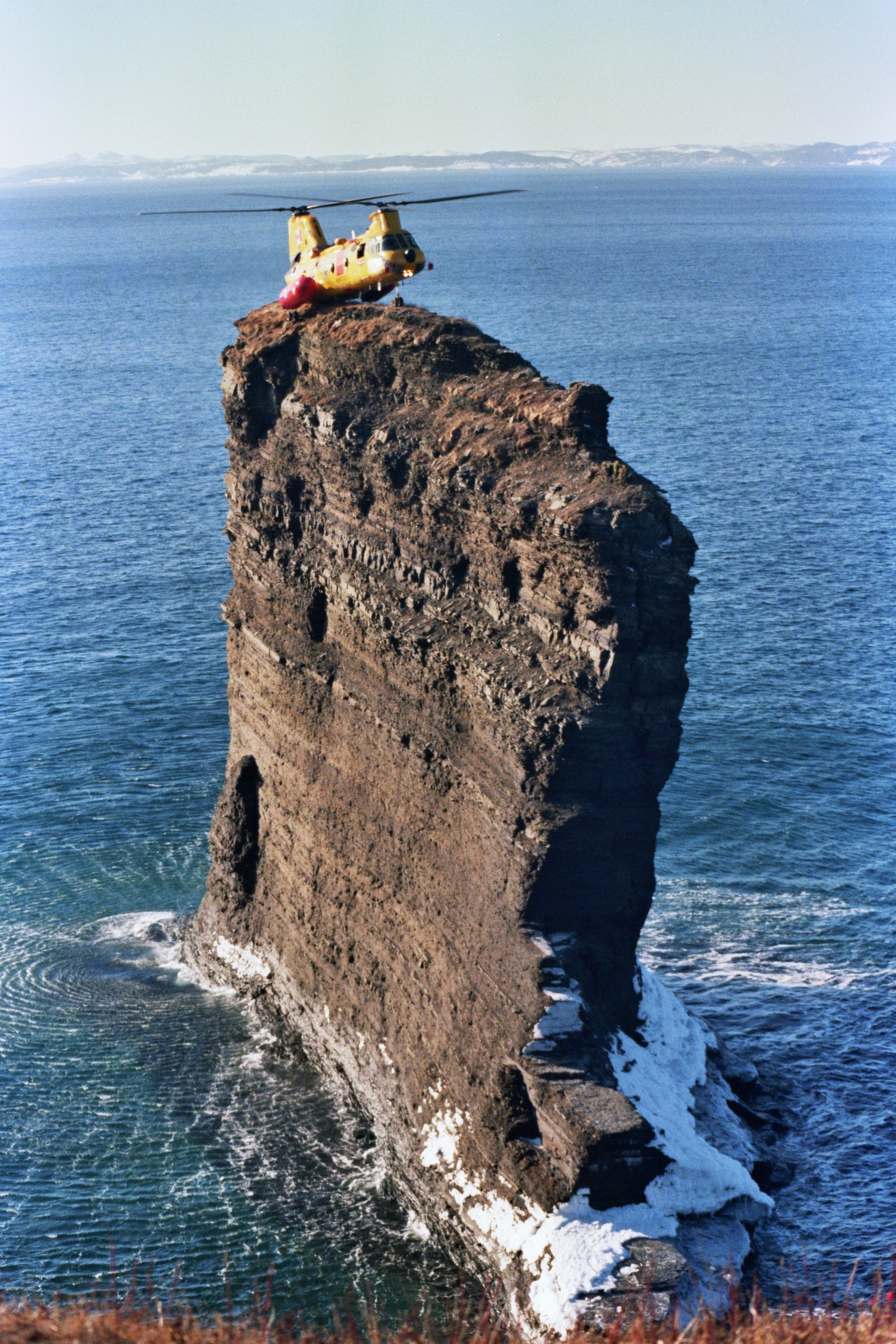
Een CH-113 Labrador (Boeing Vertol CH-46 Sea Knight) reddingshelikopter landt op een rotspunt voor Bell Island in 1987.

### Vliegtuigen

#### Gevecht
- 103 (138)  Boeing F-18

#### Transport
- 21 (41)[2]  C-130 Hercules
- 17  Lockheed Martin C-130J Super Hercules[2]
- 6  Bombardier Challenger 600
- 5  Airbus A310[3]
- 4  Boeing C-17 Globemaster III
- 4  De Havilland Canada DHC-6 Twin Otter

#### Opleiding
- 25 (24 + 2)  Beechcraft T-6 Texan II
- 20 (20 + 2)  BAe Hawk
- 4  Bombardier Dash 8

#### Andere
- 25 (190)  Canadair CT-114 Tutor[4]
- 19  Lockheed CP-140 Aurora (zeepatrouille, SAR)
- 6  de Havilland Canada DHC-5 Buffalo (SAR)

### Helikopters
- 98 (100)  Bell 412
- 27 (41)  Sikorsky H-3 Sea King[5]
- ~16 [+5]  Boeing CH-47 Chinook
- 14 (15)  AgustaWestland AW101
- 1  Bell 206 (opleiding)
- 0 [+28][5]  Sikorsky CH-148 Cyclone